# Lorenzo Cervasio
Lorenzo Cervasio (Milano, 1991) è un attore italiano.

## Biografia
Nasce a Milano, frequenta la civica scuola “Paolo Grassi” di Milano e la Michael Rodgers Acting Studio (2011-2012).
Nella sua carriera ha recitato in Citadel: Diana (2024) del qual è coprotagonista, Io ricordo. Piazza Fontana (2019) e Il grande gioco (2022).

## Filmografia

### Cinema
- Il capitale umano, regia di Paolo Virzì (2013)
- La musica del silenzio, regia di M. Radford (2016)
- Come un gatto in tangenziale 2, regia di Riccardo Milani (2020)

### Televisione
- Una pallottola nel cuore 2, regia di Luca Manfredi (2015)
- Il paradiso delle signore 2, regia di M. Vullo (2017)
- Io ricordo P.zza Fontana, regia di F. Miccichè (2019)
- Doc 2-nelle tue mani, regia di Beniamino Catena (2021)
- Il grande gioco, regia di Fabio Resinaro e Nico Marzano (2021)
- La ragazza di Corleone, regia di Mauro Mancini (2022)
- Citadel: Diana, regia di Arnaldo Catinari, 6 episodi (2024)
- Costanza, regia di Fabrizio Costa – serie TV (2025)

## Teatro
- Waiting for lefty, regia di M. Rodgers (2013)
- This is our youth, regia di M. Rodgers (2014)
- Amadeus, regia di M. Rodgers (2014)
- La sirenetta, regia di Filippo Timi (2015)
- Il misantropo, regia di A. Cavecchi (2015)
- Peer Gynt, regia di Marco Plini (2016)
- A chorus of disapproval, regia di E. Boeke (2017)
- Four Dogs and a Bone, regia di John Patrick Shanley (2018)
- Clodia, regia di M. Rodgers (2018)
- Otello 4.0, regia di Piero Maccarinelli  (2019)
- Lettura teatrale a cura della Fondazione Fendi, Spoleto (2021)